# خطة التسويق
الخطة التسويقية لأي شركة هي نافذة النجاح في تحقيق أهداف لهذه الشركة لتحملها إلى غاياتها. في الواقع هناك ثلاث أنواع من الشركات؛ تلك التي تجعل الأشياء تحدث؛ وتلك التي تراقب الأشياء وهي تحدث؛ وتلك التي تتعجب مما يحدث. إن خطة التسويق يجب أن تجعل الأشياء تحدث! وبوجود خطة تسويق معدّة جيدا، فإن هدف الشركة يصبح جعل الأشياء تحدث بدلا من التعجب مما يحدث! 
يمكن القول أن الخطة التسويقية هي خطة عمل للشركة تتركز بشكل أساسي على المبيعات والتسويق، لكن هذا التعريف البسيط لا يعكس الأهمية والتعقيد الذين يميزان الخطة التسويقية، إذ لا بد لأي خطة تسويقية أن تجيب على الأسئلة التالية:
- أين هو موقع الشركة الآن؟
- إلى أين تريد أن تصل؟
- ما هو السبيل للوصول إلى هناك؟

فالخطة التسويقية هي وثيقة مكتوبة – لا تزيد على الـ 10 صفحات في الغالب – تحدد الاستراتيجية، وبيئة التسويق، والزبائن المتوقعين، والمنافسة المنتظرة إضافة للأهداف الموضوعة للمبيعات والربح للعام القادم، كما يتم فيها تفصيل وتوضيح الأفعال والإجراءات اللازمة لتحقيق الأهداف التسويقية الموضوعة.
إن أهم عاملين في الإعداد الناجح للخطة التسويقية هما المرونة التي تسمح بالتغيير، وقابلية التعامل مع الأقسام الأخرى للمشروع (المالية، الإنتاج، البحث والتطوير،...).

## أسباب إعداد الخطة التسويقية
يقول مثل قديم إذا كنت لا تعرف أين أنت ذاهب،
فاسلك أي طريق لأنك لن تعرف الفرق الاعندما تصل. وبالمثل، إذا كانت لديك فكرة غير واضحة عن المكان الذي تقصده، فإنك بحاجة إلى حظ غير عادي للوصول إليه. إن مجرد التفكير في إعداد خطة تسويقية يُجبر أي شركة أن تفكر جدياً بأهدافها وأسباب بقائها وبشكل عام تتشابه الأهداف العامة للشركات الصغيرة والمتوسطة في الغالبية العظمى من الحالات، وهي تتمحور حول بناء مشروع صناعي أو تجاري على أسس سليمة، وتحقيق نمو مضطرد، وربحية لا بأس بها.
ويلعب التسويق دوراً حاسماً في تحقيق الأهداف المذكورة، فهو الذي يقود إلى التعرف على مقومات النمو من زبائن جدد وأسواق جديدة، ويُحدد طبيعة المنتجات والخدمات التي يطلبها هؤلاء الزبائن، ويشرح الإجراءات الضرورية المطلوبة للفوز بصفقات تجارية،
ويبين الميزة التنافسية التي تتمتع بها الشركة والفرص المتاحة ويقيها المخاطر في السوق.
ويجب على الخطة التسويقية المكتوبة أن تشمل جميع الأنشطة التسويقية وأن تُجبر
الشركة على إتباع قواعد التفكير المنظم، بحيث ترسم أهدافاً محددة، موضحة الأنشطة
الأكثر فعالية الواجب تنفيذها.
تقوم الخطة التسويقية بما يلي:
تربط بوضوح بين الأهداف والإجراءات. ترتب الأولويات.
توضح مسار الشركة: إلى أين تريد الوصول وما هي الوسائل التي ستمكنها من الوصول.
تحديد الموارد المطلوبة وأفضل الطرق في توزيعها.
تحدد المسؤوليات، والمهام، والبرنامج الزمني.
تحث الشركة على التفكير باستراتيجيات جديدة، وإدخال التجديد والتنويع، وإيجاد أفضل
الوسائل للقيام بأنشطتها.
تعمل على تخفيف المخاطر لأنها تتنبأ بمشاكل السوق وتهديداته وأخطاره وتقلباته.
تقدم منهجاً لقياس وتحسين وتطوير الأنشطة التسويقية.
يجب على الخطة التسويقية ألا تتصف بالجمود، إنما على العكس يجب أن تتميز بالمرونة
بحيث تسمح للشركة بمراجعة خططها في ضوء المستجدات والفرص الجديدة والمشاكل الطارئة،
فوجود الخطة التسويقية المرنة القابلة للتعديل يمكّن الشركة من الاستجابة للتغيرات
بسرعة أكبر.

## المسؤول عن إعداد الخطة التسويقية
يعتمد تحديد المسؤول عن إعداد الخطة إلى حد ما على حجم الشركة، فإذا كانت الشركة تمتلك قسماً خاصاً بالتسويق فإن على مدير قسم التسويق أن يقوم بهذه المهمة، كذلك في الشركات الصغيرة التي يكون فيها المالك أو المدير هو فعلياً من يقوم بفعاليات التسويق فعليه أن يقوم بإعداد الخطة التسويقية.

## العناصر الأساسية في الخطة التسويقية

### الملخص التنفيذي
يعتبر الملخص التنفيذي أداةً مؤثرة عند عرض خطة التسويق أو أية تقارير أخرى على المدراء. وهو عبارة عن عدة فقرات قصيرة تلخص الأهداف الرئيسية والتوصيات التي تتضمنها خطة التسويق. وفي هذه
الحالة فإن المدير المسئول سوف يكون قادراً على تحديد النقاط المهمة في الوثيقة. والملخص التنفيذي هو آخر جزء يكتب ولكنه يمثل أول جزء في التقرير وذلك لكونه ملخص لأهم النقاط الواردة في الأجزاء المختلفة
لخطة التسويق. ويتضمن الملخص الموازنة المقترحة والهدف الموضوع للمبيعات لعدة قطاعات من السوق. وإضافة لذلك فقد يتضمن خطط العمل الداخلية للشركة التي تساعد في تحقيق الأهداف.

### التحليل الرباعي أو مايعرف بتحليل SWOT
يعتمد هذا الجزء على تحليل أربعة عناصر في غاية الأهمية لمسار وأداء أي شركة:
- 1. نقاط القوة (بالإنجليزية: Strength)‏ أو مكامن القوة لدى الشركة
- 2. والضعف (بالإنجليزية: Weakness)‏ الذي قد تكون مصابة به الشركة
- 3. والفرص المتاحة (بالإنجليزية: Opportunity)‏ للشركة
- 4. والتهديدات (بالإنجليزية: Threats)‏ التي تواجه الشركة،

وتُعتبر نقاط القوة والضعف عوامل داخلية في الشركة قد تؤثر على السوق وخطة المبيعات، ويجب النظر إلى الأمام وتحديد الفرص والتهديدات وتوقع التطورات المهمة التي قد تؤثر على الشركة. كما يجب ترتيب الفرص
والتهديدات بحيث تحصل المهمة منها على الاهتمام الأكبر، ويحب التركيز على الفرص الجيدة والمعقولة مع الأخذ بعين الاعتبار أهداف الشركة ومواردها والعائد المتوقع من الاستثمار.

### الأهداف
لكل شركة أهدافها التي تعتمد على رسالتها، وخطة التسويق هي المكان الذي يجب التركيز فيه على الأهداف التي يمكن تحقيقها خلال مدة الخطة، كما يجب أن لا نضع أهدافاً مفرطة في الطموح، لأنه غالباً ما يعود فشل ب
بعض الخطط التسويقية إلى الشركة نفسها، فهي في فورة الحماس، تحاول الحصول على الكثير وبسرعة كبيرة.
لذا وقبل تحديد أهداف التسويق يجب أن تكون أهداف الشركة قائمة على التحدي ولكنها قابلة للتحقيق، قد يكون الهدف العام لجميع الشركات هو زيادة الربح إلى أقصى حد ممكن، ولكن قد تكون هناك أهداف أخرى
مثل: ضمان استقرار غالبية المساهمين، أو النمو عبر التوسع، أو البحث عن شريك عالمي يمتلك الخبرات التكنولوجية والمالية.

### استراتيجيات التسويق
يوضح هذا الجزء الإستراتيجيات اللازمة لتحقيق الأهداف، وتأخذ الاستراتيجية بعين الاعتبار عناصر المزيج التسويقي، ما هي أنواع المنتجات والخدمات التي ستعرض وبأي سعر؟ أين ومتى سيتم توزيع هذه المنتجات والخدمات للزبائن؟ أي أنواع الترويج ضرورية، ولمن سيتم توجيهها وكيف؟ ويمكن تشكيل هذه المتغيرات بحيث تتناسب مع الأهداف التسويقية للشركة. وفي هذا الجزء من خطة التسويق يجب أن تكون قادرا على وصف كيفية تصميم الشركة لمزيج التسويق بالطريقة المثلى.
وأيضا يجب تحديد الخطة الاستراتيجية المناسبة المتناغمة مع الاهداف التكتيكية المناسبة.

### برنامج العمل
ويقوم برنامج العمل بتحويل التحليلات والأهداف والإستراتيجيات إلى أعمال محددة تجيب عن الأسئلة التالية حول خطة التسويق:
- من هو المسؤول؟
- ما الذي يجب عمله؟
- أين سيبدأ البرنامج؟

متى سيتم إنجازه؟
- لماذا هو مهم، وضروري؟

```
كيف سيتم تنفيذه؟
```

```
ماذا سيكلف؟
```

```
كيف ستتم مراقبته والتحكم به؟
```

### الميزانية
إن موازنة التسويق هي بيان يعطي فكرة صحيحة عن الربح والخسارة، وتعطي تحليلا للعائدات والنفقات لتحديد الربح المتوقع، ويوضح الجزء الخاص بالعائدات حجم المبيعات المتوقع والسعر، بينما يوضح الجزء الخاص بالنفقات
الرواتب وتكلفة التزويد والأجور ونفقات التسويق. ويشكل الفرق بين العائدات والنفقات مقدار الربح أو الخسارة، كما يعتبر هذا الجزء أحد أهم الأجزاء في خطة التسويق حيث انه يعطي تفصيلات عن النتائج المالية التي
تهدف إليها الشركة...

### تقييم النتائج
يحدد هذا الجزء كيفية مراقبة وتقييم الخطة، حيث يتم تحديد معايير النجاح لقياس مدى نجاح الخطة التسويقية، ومن خلال مراقبة سير العمل خلال مدة تنفيذ الخطة يتم الحكم على نجاحها أو فشلها، قد يكون أحد
أسباب فشل الخطة هو وجود ضعف في بعض الاستراتيجيات الموضوعة، وبالتالي يتم مراجعة هذه الاستراتيجية وتقويمها من جديد.
وقد تكون قلة المعلومات عن السوق وعن المنافسين من أسباب فشل الخطة

## المشاكل التي تواجه الخطة التسويقية
لا يُعتبر تنفيذ خطة التسويق عملية سهلة وقد تواجه مشاكل، وفيما يلي بعض المشاكل الشائعة:
1-
مقاومة الموظفين والمدراء للتغير.
2
-اهتمام بعض المدراء بالأهداف قصيرة الأمد، بالرغم من أهميتها إلا أنه يجب عدم إغفال الأهداف طويلة الأمد من أجل تطوير الشركة.
3
-إذا لم تكن خطة التنفيذ وخطة التسويق محددة ومتماسكة ويمكن تحقيقها، فإنه سيكون من الصعب حفز الموظفين لإقناع الزبائن.
4
-عدم الدقة للمعلومات، ويرجع ذلك إلى ضعف مراكز استخبارات التسويق في الشركة.
5
-عدم توفر إمكانيات مادية وبشرية عالية الأمر الذي يؤدي على عدم تطبيق استراتيجيات التسويق بصورة جيدة.
6
- التغير السريع في التكنولوجيا وصعوبة مواكبة معطياتها مما يؤدي إلى ممارسات تسويقية تقليدية وبدائية.
7-التغير في البيئة الديموغرافية من حيث العناصر المختلفة بالمستهلكين والتغير في الثقافة
1. ↑  Chernev، Alexander (يناير 2020). The Marketing Plan Handbook. Cerebellum Press, USA.
2. ↑  Lehmann، Donald R.؛ Winer، Russell S. Analysis for Marketing Planning.
3. ↑  Westwood، John (2002). The Marketing Plan: A Step-by-step Guide (ط. 3rd). لندن: Kogan Page. ISBN:9780749437480. OCLC:924803173. مؤرشف من الأصل في 2016-12-25. اطلع عليه بتاريخ 2016-04-01.
4. ↑  .محمود صادق بازرعه، إدارة التسويق(الجزء الأول). القاهرة: دار النهضة العربية، الطبعة السادسة 1982-1983.
5. ↑  د.محمد جودت ناصر،الأصول التسويقية، عمان، دار مجدلاوي، الطبعة الأولى، 1997م- 1417هـ.
6. ↑  كتاب دراسة السوق: تحديد سوق المنتج أو الخدمة، تأليف الإدارة العامة لتصميم وتطوير المناهج التابعة للمؤسسة العامة للتدريب الفني والمهني بالمملكة العربية السعودية، ص 2